# NGC 2210
NGC 2210 (również ESO 57-SC71) – gromada kulista, znajdująca się w gwiazdozbiorze Złotej Ryby. Należy do Wielkiego Obłoku Magellana. Odkrył ją John Herschel 31 stycznia 1835 roku.